# Salmo 56
Il salmo 56 (55 secondo la numerazione greca) costituisce il cinquantaseiesimo capitolo del Libro dei salmi.
È tradizionalmente attribuito al re Davide. È utilizzato dalla Chiesa cattolica nella liturgia delle ore.